# Formaggio contadino semigrasso di Lagundo
Il formaggio contadino semigrasso di Lagundo (in tedesco: Algunder Bauernkäse halbfett), è un formaggio di latte vaccino, semigrasso e a pasta semidura, di breve o media stagionatura, tipico del Burgraviato ed in particolare di Lagundo. È riconosciuto quale prodotto agroalimentare tradizionale altoatesino.

## Storia
La produzione è attestata nella zona di Lagundo dal 1960. Viene commercializzato perlopiù localmente.

## Descrizione
Il formaggio contadino semigrasso di Lagundo è un formaggio da tavola, prodotto in forme di piccola dimensione (ca. 30 cm di diametro per 6 kg si peso). Si presenta con crosta pulita, abbastanza dura, di colore giallo paglierino chiaro. La pasta è morbida (e rimane tale anche dopo alcuni mesi di stagionatura), di colore bianco-avorio, con occhiatura distribuita in modo regolare.

## Produzione
Viene prodotto con latte vaccino, per metà intero e per metà scremato. La cagliata viene rotta alle dimensioni dei chicchi di mais. La massa così ottenuta viene riscaldata alla temperatura di 38° e, in seguito, si lascia la pasta in sosta sotto siero. L'estrazione avviene in fuscelle e la salatura è in salamoia.